# Arinaga
Arinaga es una localidad costera española del municipio de Agüimes, en la isla de Gran Canaria, comunidad autónoma de Canarias.
Antiguo abastecedor de cal para toda la isla, después zona de pesca, seguidamente dedicado al cultivo bajo plástico y acogiendo en la actualidad un polígono industrial.

## Geografía

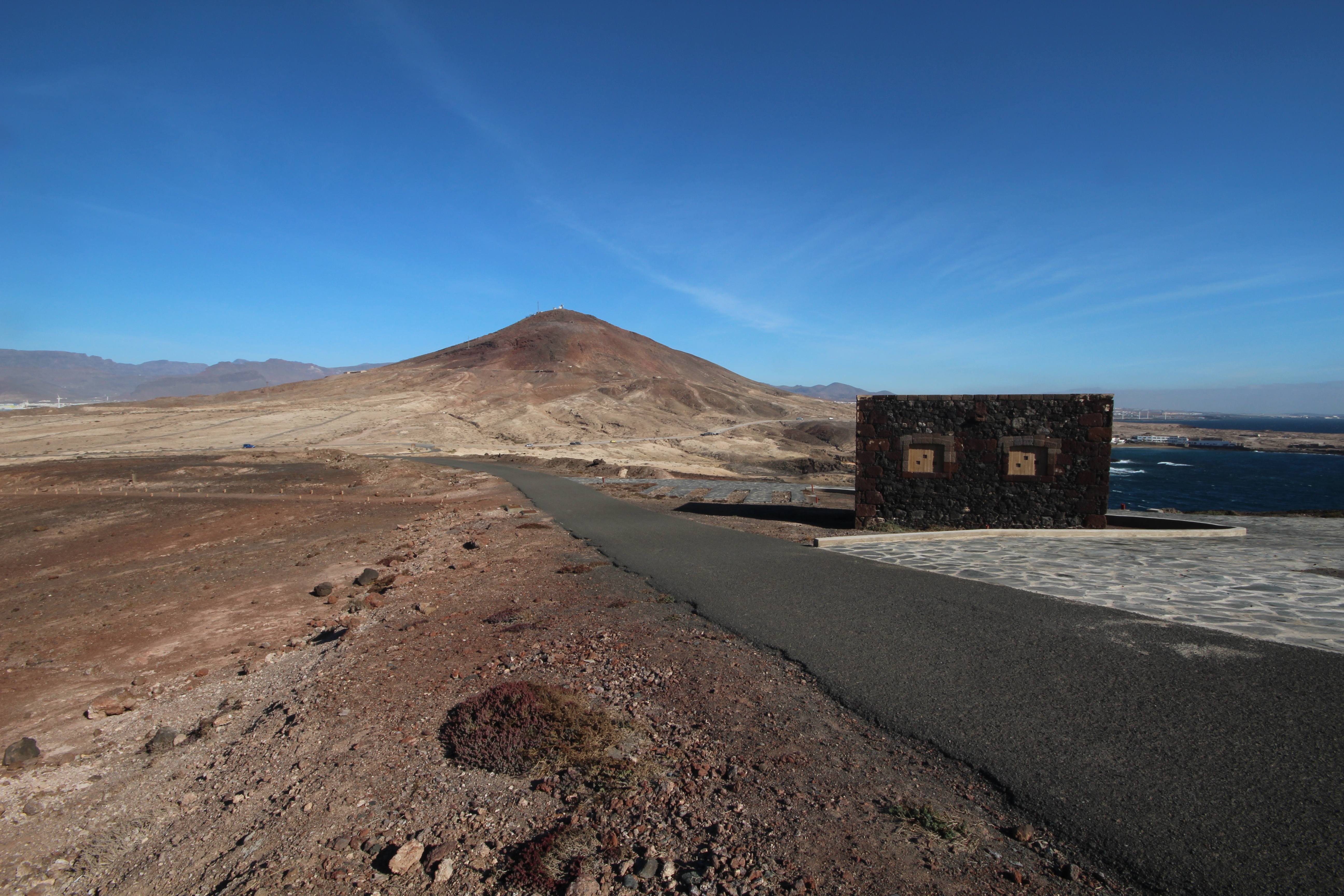
Monumento Natural de Arinaga (C-18)

- Localidad costera situada en el sureste de la isla de Gran Canaria. Frente al Faro puede verse el Roque de Arinaga. La línea de costa está repartida en zonas de roca en su parte note y zonas de playa, de grava +bolos de arena de color negro y grano fino, ventosa y de oleaje moderado, lo que la hace aptas para el baño, al sur. Su altura máxima es la montaña de Arinaga 199 m, declarada monumento natural.[1]
- Existe un proyecto de Reserva marina de Arinaga en la zona costera norte.
- El bioclima está dentro del macrobioclima Mediterráneo y por su altura en el termotipo inframediterráneo.

## Naturaleza

### Flora
- En la montaña se instalan comunidades vegetales psamófilas y halófilas, donde destacan los endemismos Zygophyllum fontanesii (uvilla de mar), Convolvulus caput-medusae (chaparro) y Atractylis preauxiana (piña de mar), estos últimos amenazados.

### Fauna
- En la montaña se encuentra el lagarto de La Montaña de Arinaga (Gallotia atlantica delibesi), endemismo local, además del Gallotia stehlini (lagarto gigante de Gran Canaria) y el Tarentola boettgeri (perenquenquen).
- En la costa entre otros encontramos al Charadrius alexandrinus (chorlitejo patinegro), ubaras y Egretta garzetta (garceta), Numenius phaeopus (zarapito) Arenaria interpres (vuelvepiedras) y gaviotas como la Larus fuscus y Larus cachinnans.
- En la zona de playa de cantos rodados es frecuente la Patella candei crenata (lapa negra), el Pachygrapsus marmoratus (cangrejo de roca), Littorina striata (chirimil) y Osilinus trappei (burgado picudo).
- En cuanto a la fauna de infralitoral son representativos: Serranus cabrilla (cabrilla), Epinephelus guaza (mero), Sparisoma (Euscarus) cretense (vieja), Sarpa salpa (salema), Spondyliosoma cantharus (chopa), Abudefduf luridus (fula), Bothus podas maderiensis (tapaculo), Sepia officinalis (choco), Octopus vulgaris (pulpo), Chilomycterus atringa (tamboril espinoso), Bodianus scrofa (pejeperro) y Diplodus puntazzo (grandes sargos) y Diadema antillarum (eriza).

## Historia
La primera referencia histórica se corresponde con el pueblo indígena canario que ocupó también esta parte de la isla de Gran Canaria. El topónimo Arinaga está en lengua indígena, si bien evolucionó desde el término primario "Arinagua" (tal como figura en documento de repartimiento de tierras del 18 de marzo de 1542), y éste parece hacer referencia etimológicamente al pie de la montaña y la presencia de aguas en la zona. 
Al pie de la montaña se encuentra un yacimiento arqueológico, en la vertiente sur (entre la montaña y el llano), por debajo de las instalaciones militares, compuesto por diversas cuevas naturales y artificiales, talladas en la roca tobacea, con hábitats con habitáculos laterales, y abundante material malacológico (lapas) y material cerámico indígena.
En el siglo XVI, el topónimo Arinaga escrita se encuentra en el mapa de Gran Canaria. Torriani (1592). El origen de un núcleo habitado en el paraje de Arinaga está relacionado con la tradicional explotación de las canteras de caliza existentes en el lugar, señalada en el Libro de cuentas de 1563 del Archivo parroquial de Agüimes. El incremento de la demanda de cal en el pasado siglo, dificultado en un principio por la inexistencias de comunicaciones terrestres, condujo necesariamente a la utilización de la bahía (único resguardo costero al sur de la Península de Gando) para el comercio de este indispensable material de construcción, así como de la sal según consta en la donación del 27 de abril de 1804, en la que el Obispo D. Manuel Verdugo dona '300 pasos de cuadro' de Arinaga para construir unas salinas, y otros productos de la comarca, actividades que coexistían con la igualmente tradicional de la pesca.

## Demografía
Es uno de los ocho núcleos de población que alberga el municipio de Agüimes. Tiene 10 035 habitantes según censo de 2019. La población flotante tiene gran importancia sobre todo en los meses de verano al ser zona de playa.
Aquí tenemos una gráfica de evolución demográfica de Arinaga desde el año 2000 hasta la actualidad.
| Gráfica de evolución demográfica de Arinaga entre 2000 y 2019 |
|                                                               |

## Comunicaciones
La carretera GC-100 enlaza con la GC-1 en el KM 24.

## Economía

### Polígono industrial de Arinaga

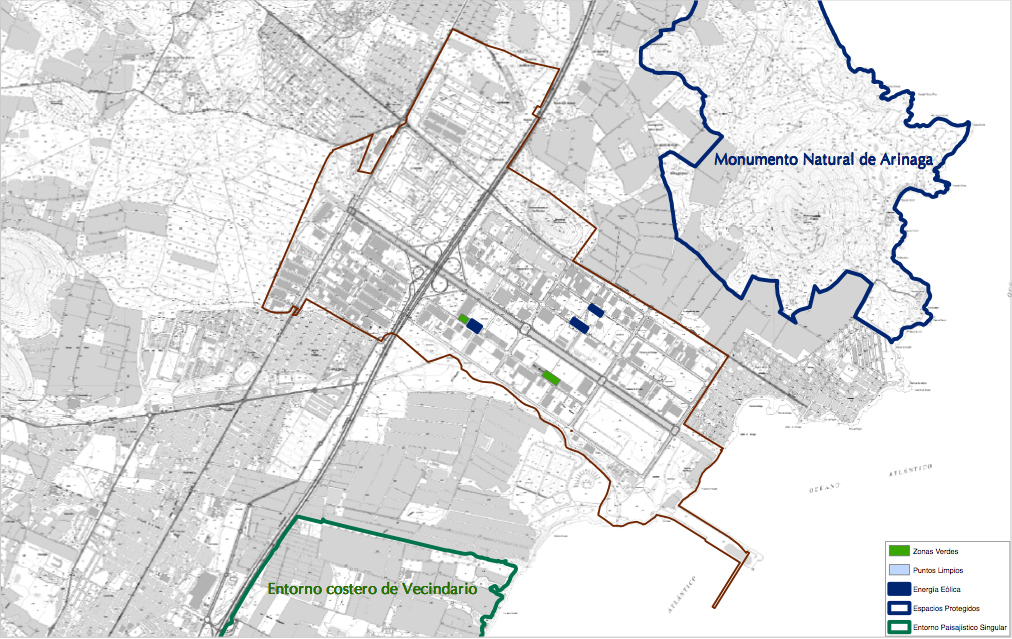
Ubicación.

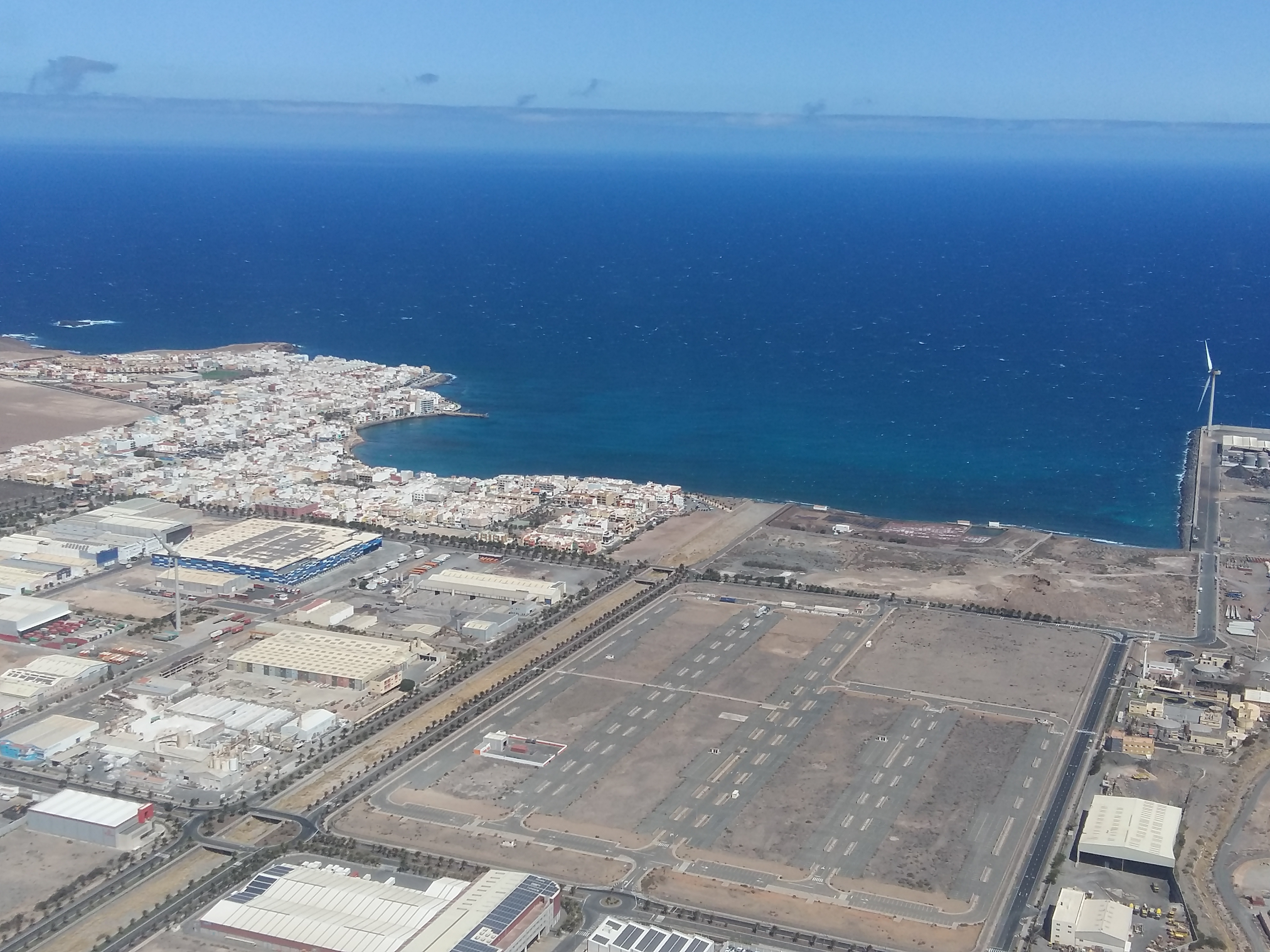
Polígono industrial de Arinaga con el barrio de Arinaga al fondo.

Actualmente un intenso cinturón industrial, rodea la población, de una influencia vital no solo a nivel de municipio sino insular. Acogido al Plan Parcial del polígono industrial de Arinaga (1973), ampliación (1998) y otras. Con Fecha de entrada en vigor 1973. Se contempla en el plan general de 2003. Tiene una superficie de 6 millones de metros cuadrados divididos en 554 parcelas, con 585 edificios.

### Agricultura

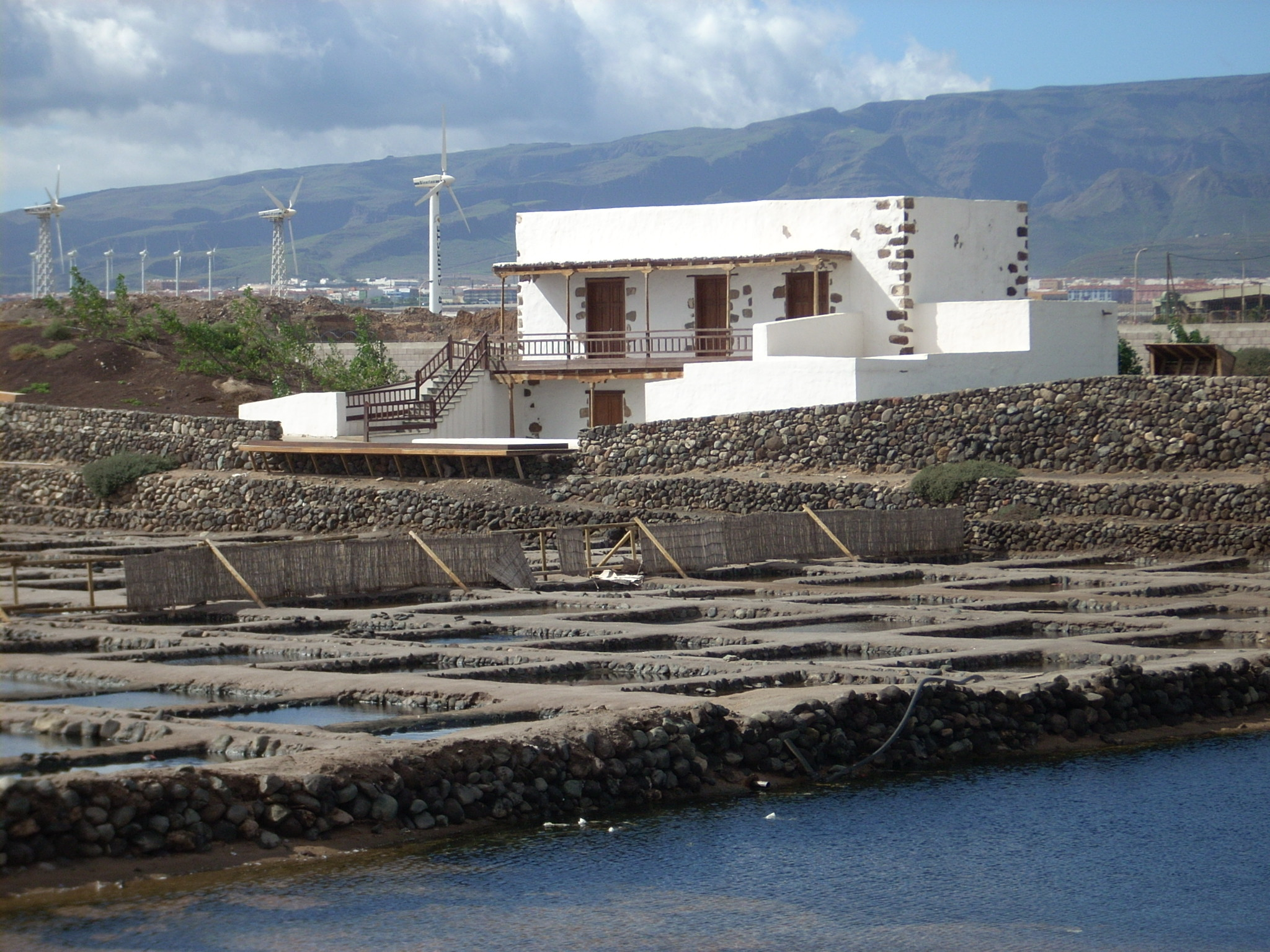
Salinas de Arinaga.

Los terrenos de cultivos bajo plástico están reclasificándose y dejando paso a nuevas construcciones por la presión en la demanda de viviendas.

### Las salinas
De gran importancia no hace muchos años, prácticamente desaparecidas en la actualidad, tiene una producción simbólica.

### Hornos de cal

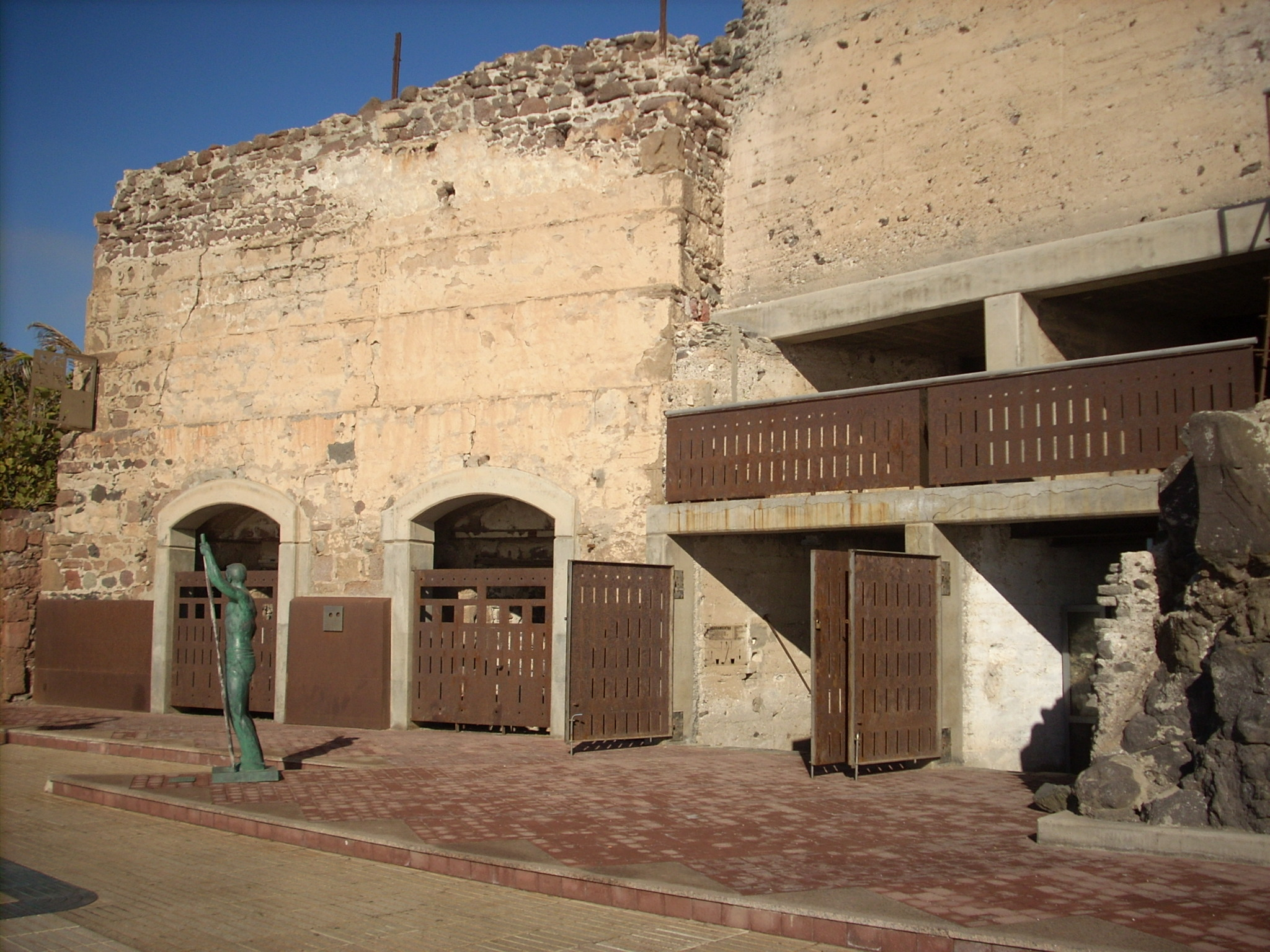
Antiguos hornos de cal.

La actividad de Arinaga comenzó con la explotación de la cal, que se suministraba a toda la isla, empezando por la catedral de Las Palmas de Gran Canaria. Actualmente convertidos en museo, son de recomendada visita.

## Cultura
- Entre los habitantes de Arinaga contábamos hasta el 10 de noviembre de 2018 con Francisco Tarajano Pérez, autor de abundante bibliografía sobre el entorno geográfico y etnográfico.

### Fiestas
- Vará del pescado: Es un acto que se enmarca en las fiestas en honor a la Virgen del Pino. Se realiza normalmente el último viernes de agosto (excepto en 2017 que se celebró el viernes 1 de septiembre). En él se sigue la tradición de pescar desde la avenida y repartirlo entre la población. Se engalanan carrozas con forma de barcos que recorren un camino desde el Risco Verde hasta la avenida y tienen barbacoas en las que asan lo pescado o chuletas. En el recorrido suele haber más de 20 barcos y miles de personas.[4]

## Deporte

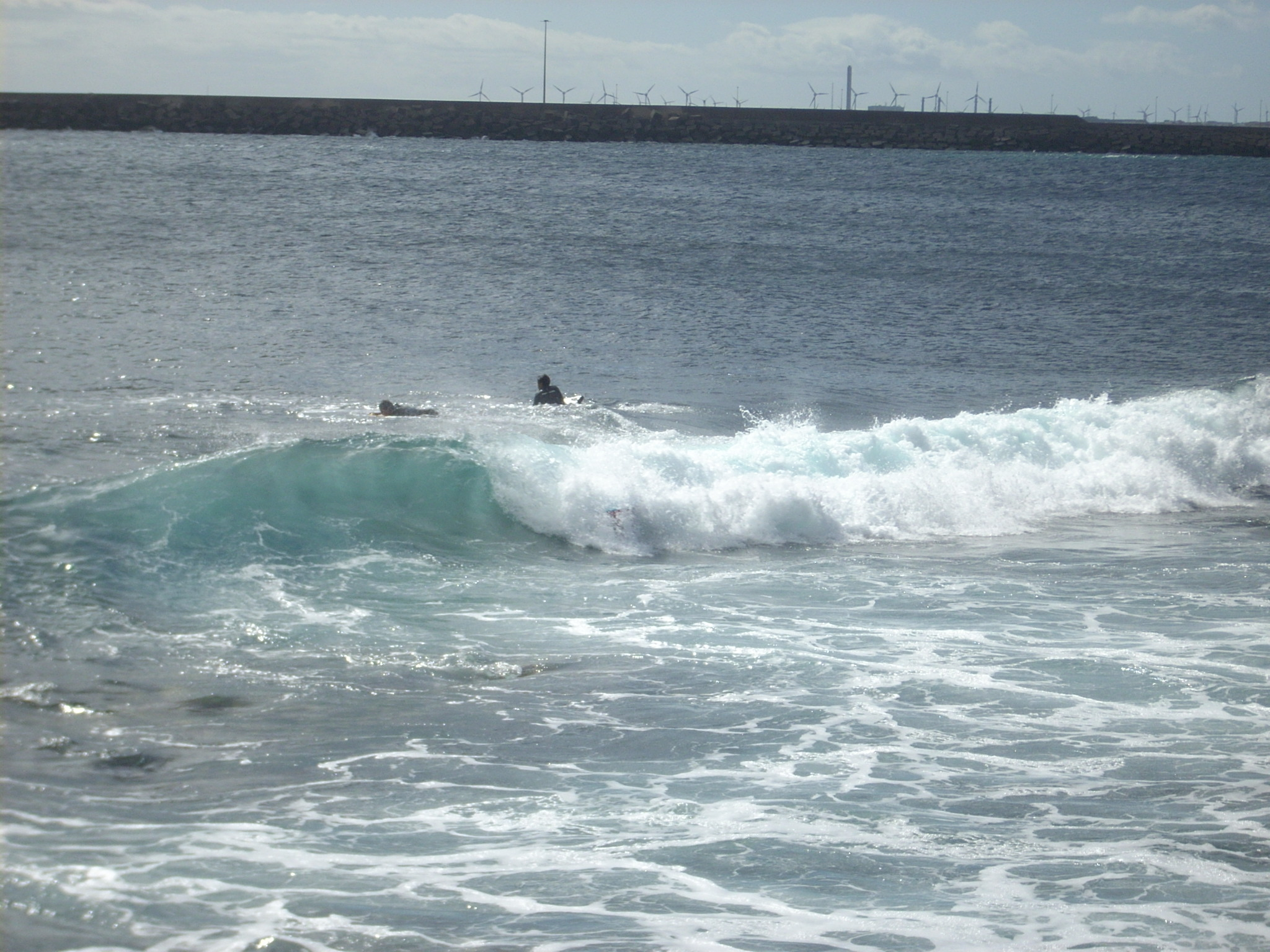
Surf en Arinaga.

### Bodyboard y windsurf
Por su emplazamiento actividades en deportes acuáticos como el surf y windsurf son muy frecuentes. Se encuentra cerca de Pozo Izquierdo (donde se celebran anualmente pruebas valederas para el campeonato mundial de windsurf). En bodyboard recientemente ha competido a nivel mundial el rider local de la playa de Arinaga, Elliot Morales, consiguiendo clasificarse para la fase final en Piperland, Hawái.

### Pesca
Una de las actividades más representativas de Arinaga es la pesca. Donde, ya sea de proximidad o no, se practica con bastante frecuencia.

### Submarinismo
También es una zona ideal para la práctica del submarinismo al albergar la zona litoral protegida de El Cabrón.